# Pierre Simon Bouchet
Pour les articles homonymes, voir Bouchet.
Pierre Simon Bouchet dit « l’Aîné », né à Avignon le 2 octobre 1748, mort à Avignon le 20 septembre 1814, est une personnalité avignonnaise.
Négociant aisé d’Avignon, hôte du capitaine Bonaparte en juillet et août 1793 dans son hôtel particulier, il fut premier président de la Chambre de commerce d’Avignon.

## Vie familiale

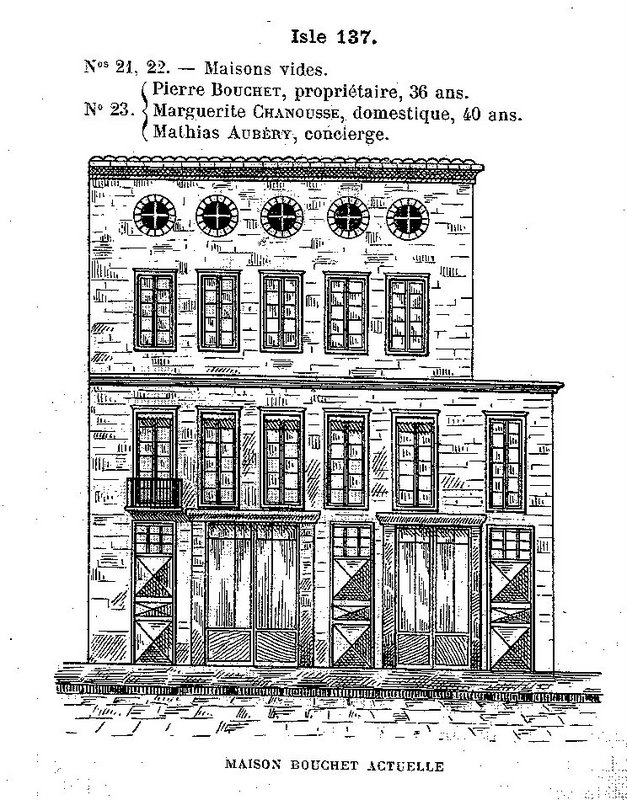
Maison Bouchet, à Avignon, recensement 1795-1796

Pierre Simon Bouchet dit « l’Aîné », naît dans la cité des Papes le 2 octobre 1748. Il est baptisé le jour même en l’église de Saint-Genest, l’une des sept paroisses de la ville.

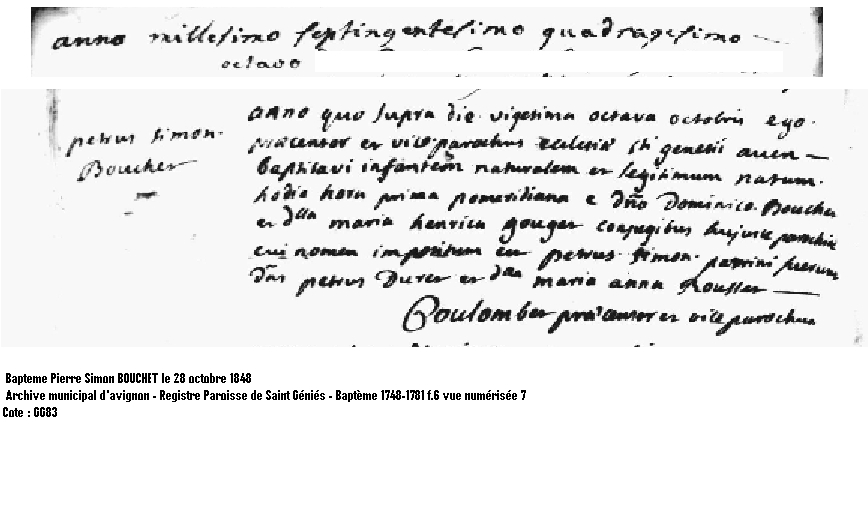
Acte de baptême de Pierre Simon Bouchet

Son père Dominique Bouchet (1711-1771), marchand de « soye », et sa mère Marie Henriette Gouget (1719-1784) appartiennent à des familles de bourgeois commerçants solidement établis et depuis longtemps à Avignon ainsi qu’en font foi les registres de catholicité.
Compte tenu de ses connaissances bien supérieures à celles dispensées dans les « petites écoles », il devait fréquenter le collège des Jésuites. Son intelligence, son intégrité lui permettent d’acquérir, à la veille de la Révolution, en même temps que l’aisance, une notoriété de bon aloi dans le milieu du négoce, où il est entré adolescent.

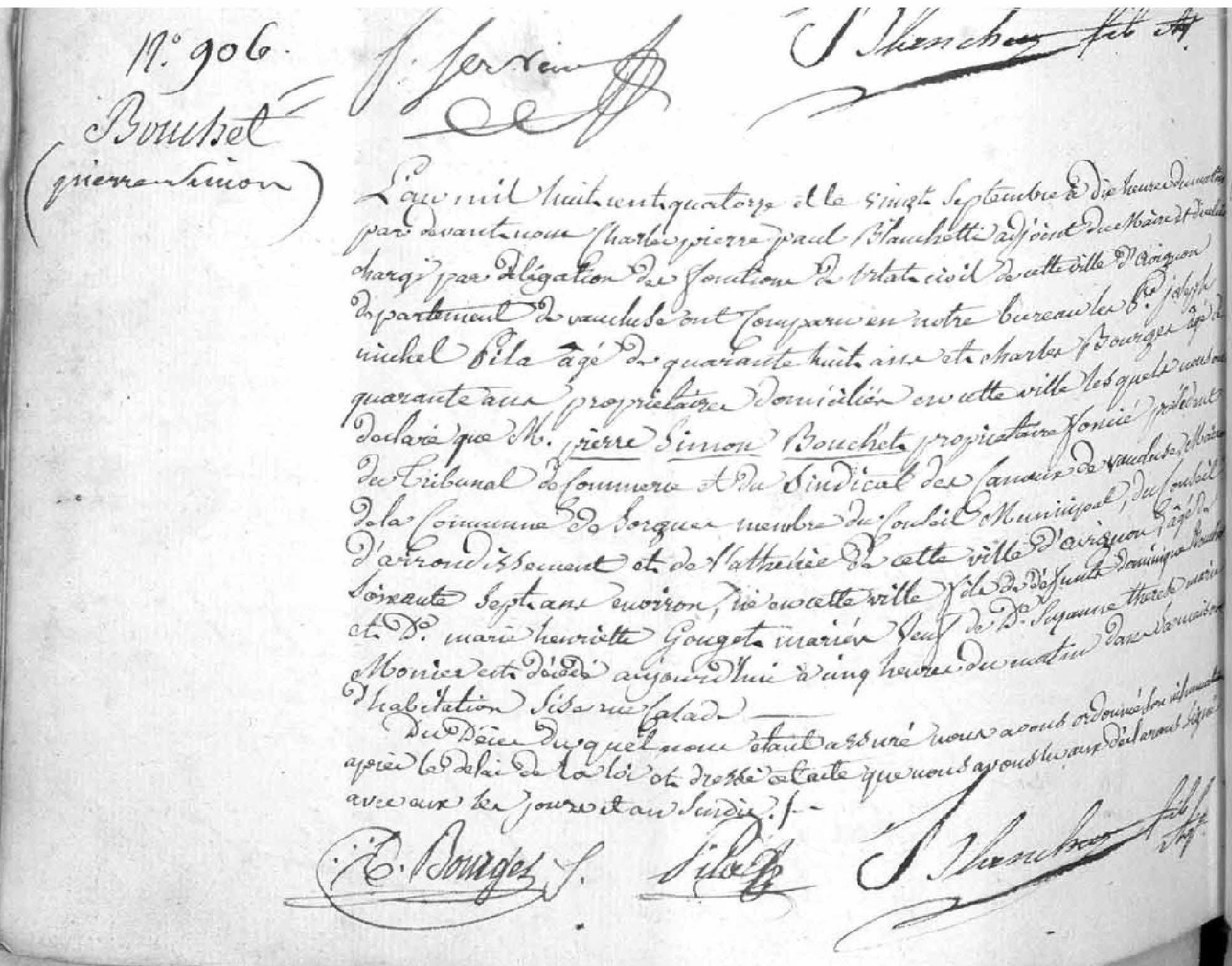
Acte de décès de Pierre Simon Bouchet

Pierre-Simon Bouchet épouse le 5 juin 1770 en l’église Saint-Génies d'Avignon, Suzanne Thérèse Marie Monier, fille de Joseph Marie de Monier, baron des Taillades, qui acquit en 1771 l'Hôtel des Taillades, situé au numéro 58 de l'actuelle rue Joseph Vernet à Avignon.
Veuf dès 1791, il avait eu de son épouse un fils Pierre Dominique, qui ne suivit  pas la voie tracée par son père pour s'inscrire, conseillé par l'illustre Calvet, à la faculté de médecine de Montpellier. Il se marie dans cette ville en l'an VII avec une Anne Doumenq, fille d'un riche négociant. Cette alliance lui permet de s'adonner en toute quiétude, à des études de botanique dont le bulletin de la société d'agriculture du département de l'Hérault recueillait régulièrement les fruits.
Son petit-fils, Pierre Charles Bouchet-Doumenq, fouriériste, militant républicain et socialiste, partisan de la doctrine phalanstérienne, s’oppose à Napoléon III et doit s’exiler après le coup d’État du 2 décembre 1851.
Pierre Simon Bouchet meurt à Avignon le 20 septembre 1814. Son acte de décès énumère avec une certaine emphase ses différents titres.

## Vie professionnelle

### Le négociant

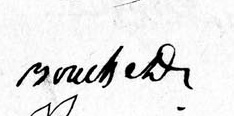
Signature de Pierre Simon Bouchet

L’industrie de la soie occupe à l’époque le premier plan dans le comtat. Ceux qui s’y adonnent sont davantage des négociants que des manufacturiers. Ils ne possèdent ni local ni ouvriers salariés. Leur rôle consiste à fournir la matière première, c'est-à-dire la soie ouvrée à des taffetassiers qui travaillent à domicile sur leurs propres métiers battants et à payer ces derniers à façon, selon le nombre de pièces tissées. La place éminente de Pierre Simon Bouchet dans cette branche est attestée par un envoi de Florence à l’exposition de l’an X.
Il se lance également, avec un bonheur égal, dans l’aventure de la garance et arrive à des résultats assez appréciables pour adresser des échantillons de racines au Gouvernement.
Le préfet le juge honnête homme et entendu dans les affaires commerciales. Il figure sur la liste des cent plus imposés de la ville d'Avignon en 1812 avec une cote d'impôt de 343,67 francs et, parmi les « six cents » plus forts contribuables du département, ses revenus de l'ordre de 9 000 francs lui donnent un classement honorable, environ la centième place. Sa fortune est évaluée à son décès par l'enregistrement à 40 000 francs.

### L’homme politique
Le cours de sa carrière publique à l’échelon local se révèle également important. En 1787, il est porté par les suffrages des électeurs de la troisième main au consulat.
Il est conseiller municipal d’Avignon, et doit refuser en 1807 les fonctions de premier adjoint dans la municipalité Bertrand, les circonstances le forçant à résider à Montpellier auprès de son fils.
Conseiller d’arrondissement durant l’Empire, il est élu maire de Sorgues où il possède des terres, de 1812 à sa mort. Il est en outre successivement président du tribunal de commerce et premier président de la chambre de commerce lors de sa création en l’an XI, ainsi queprésident du syndicat des canaux du Vaucluse.
Quoique très certainement favorable à la réunion à la France ou du moins à une union douanière, il adopte vis-à-vis des partis qui ensanglantent Avignon dès 1790 une attitude réservée, ce qui n'empêche pas l'administration du district, à l’occasion d’un voyage effectué en l’an II, d'apposer les scellés sur son immeuble, sous le prétexte d'émigration. Il doit produire un certificat de résidence, afin de rentrer en possession de son bien.

### L’érudit
Mais son activité se déploie dans des domaines autres que ceux des charges publiques et du négoce. Élu membre de l’Athénée de Vaucluse dès sa fondation, choix flatteur, puisque cette société savante ne comptait à l’origine que trente cinq membres ordinaires. Il lit, lors de la première séance publique le 5 vendémiaire de l'an XI, un mémoire sur le commerce de la garance et sur les moyens de le rendre plus florissant.
Féru d’agronomie, comme beaucoup d’esprits de son temps, il se livre, dès l’an XI, dans sa « grange » du clos du Périgord, proche banlieue d’Avignon, à de curieuses expériences sur l’acclimatation  de l’arachide dont des graines avaient été confiées par Lucien Bonaparte, alors ambassadeur à Madrid, à Mechain, préfet des Landes, lequel les distribua dans quelques département du Midi. Bouchet se flattait d’introduire cette culture dans nos contrées et ne craignit pas, pour parvenir à cette fin de traduire en français l’ouvrage espagnol de Dom François Tabarés de Ulloa :Observations pratiques sur la pistache de terre ou manobi d'Amérique, traduit de l’Espagnol en Français par un citoyen d'Avignon. Cet exemple se propage, car l'annuaire de Vaucluse pour l'an XlI, signale que les graines d'arachide s'achetaient sur les marchés d'Avignon, d'Orange et de Carpentras. Guérin, pharmacien, très versé dans les expériences de chimie en rapporte les résultats devant l'Athénée.
Bien entendu cet enthousiasme ne dure guère et la naturalisation de la pistache de terre en Vaucluse échoue rapidement, comme plus tard, durant le blocus continental, celle du coton, de la canne à sucre, de l'indigo ou du pastel.

## L’hôte du capitaine Bonaparte

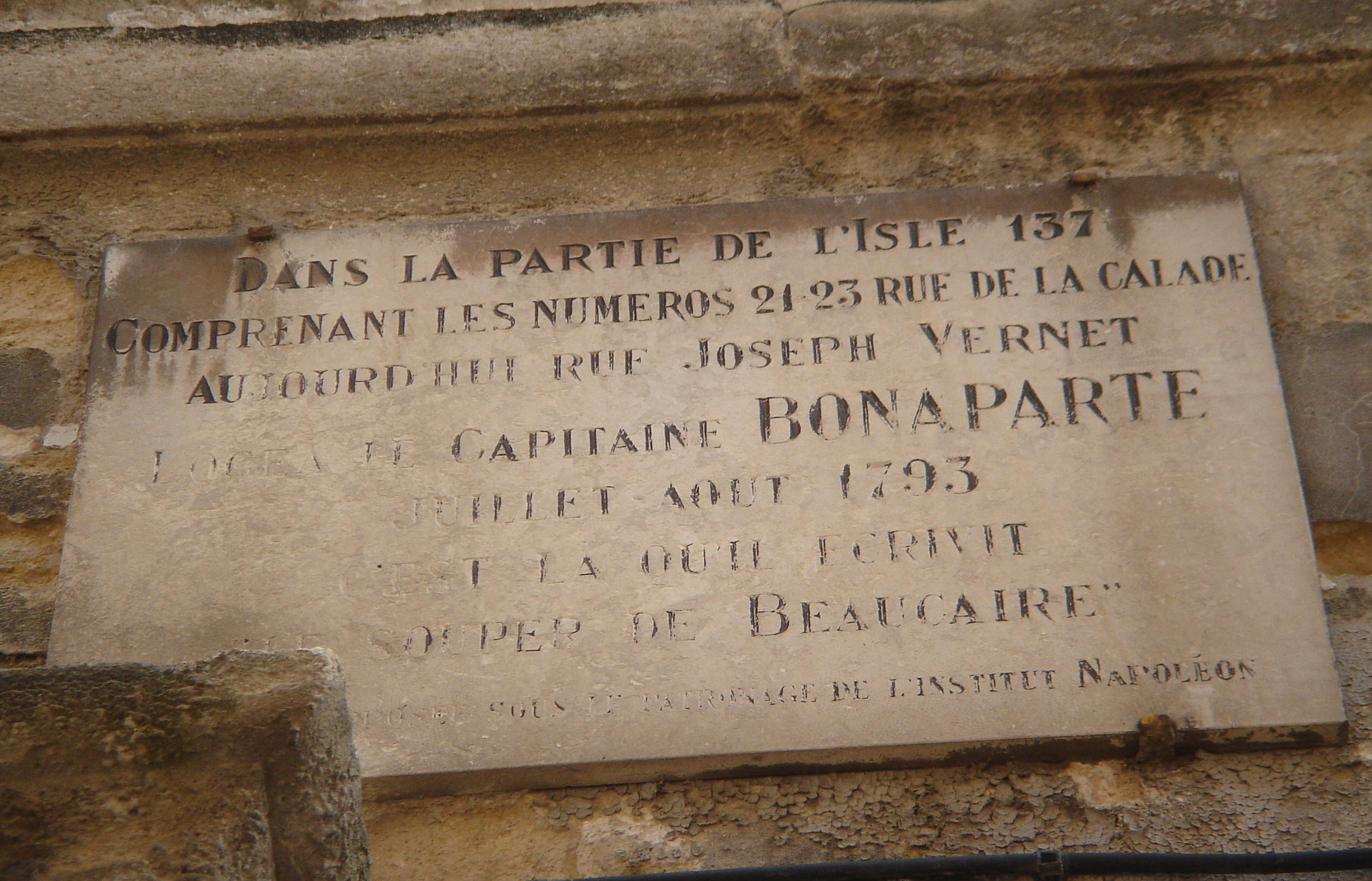
Plaque commémorative

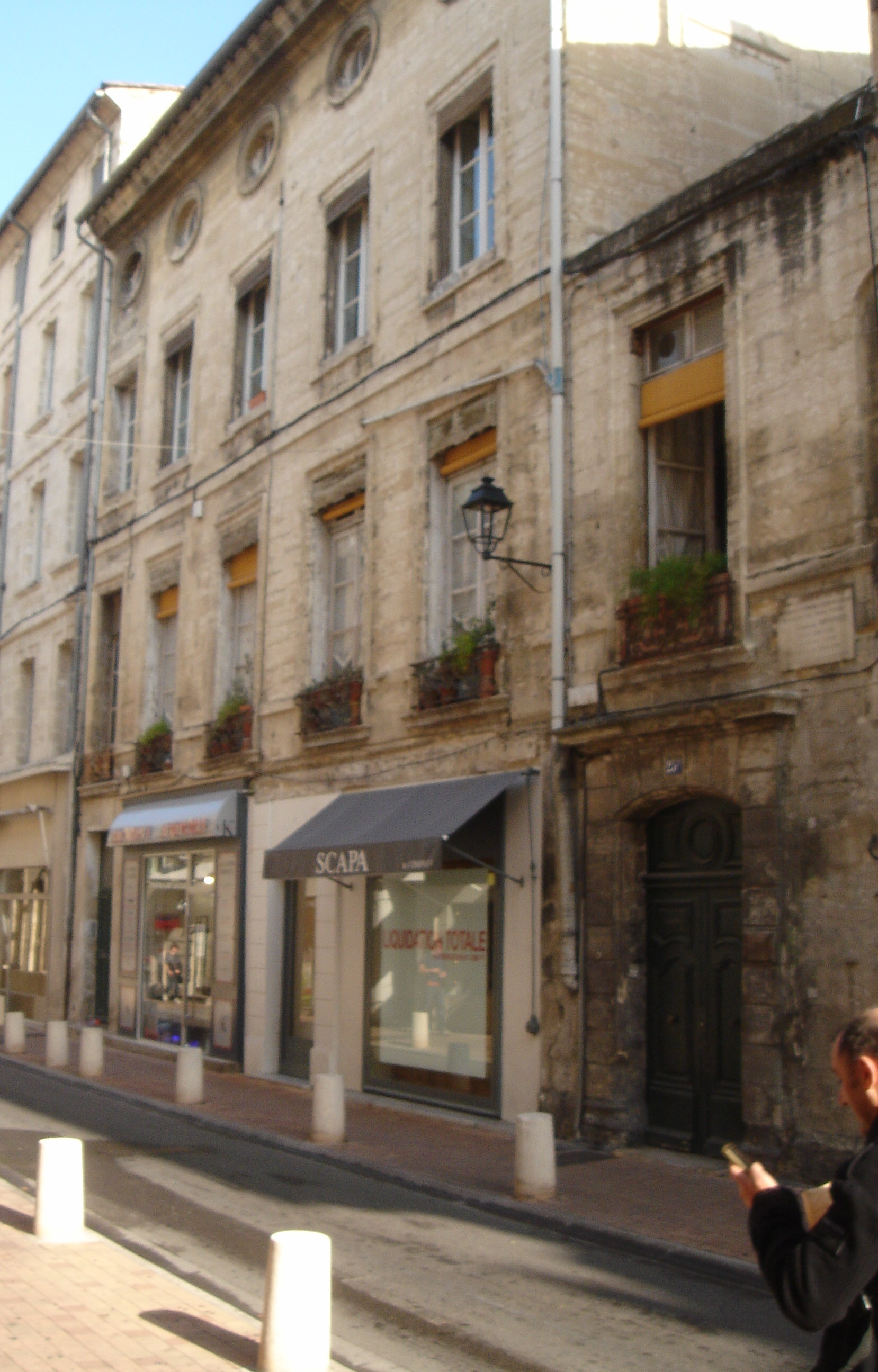
Maison Bouchet à Avignon

En 1787, en signe de sa réussite, Pierre Simon Bouchet abandonne le quartier où il a vu le jour et achète, rue de la Calade, une maison qu’il démolit immédiatement pour rebâtir un hôtel particulier visible aujourd’hui au numéro 21-23 de l’actuelle rue Joseph-Vernet. L’ordonnance du bâtiment est très simple avec ses deux étages, divisée par des chaînages de refends et surmontés par une série d'œils-de-bœuf ovales. Une plaque apposée par les soins de l'Institut Napoléon,, quelques années avant la dernière guerre, rappelle que cette maison abrita, en juillet-août 1793, le capitaine Bonaparte qui écrivit là sa brochure de propagande Le souper de Beaucaire. Au milieu du XXe siècle, cette maison était communément appelée « maison Bouchet ».
En juillet et août 1793, Pierre Simon Bouchet héberge le capitaine Bonaparte. Les relations entre les deux hommes nous sont parvenues grâce au récit d’Olivier Le Moine dans son recueil Une page de l'histoire de Napoléon Ier : le capitaine Bonaparte à Avignon et également grâce à Henri Barjavel dans son Dictionnaire historique et bibliographique du département du Vaucluse.
Bonaparte qui avait rejoint son régiment de Nice avait été chargé par la convention d’acheminer des convois de poudre pour l’Armée d’Italie. C’est dans ces conditions qu’en juillet 1793 il reçut un « billet » pour loger chez Pierre Simon Bouchet.
Pierre Simon Bouchet est décrit comme un homme « fort brave et très affable » qui reçoit le jeune officier inconnu avec la plus grande bienveillance. Érudit curieux, amateur de littérature et à l’écoute des événements de son temps, « l’honnête bourgeois » se laisse séduire par le jeune capitaine, « séduction qu’exerça toujours Napoléon sur ceux qui l’approchaient.»
Frappé par son intelligence, sa culture et la pertinence du son jugement, Pierre Simon Bouchet pour qui le monde militaire est inconnu, se passionne « à entendre le pâle et chétif officier » lui parler et de vie militaire et lui raconter ses premières armes lors de la campagne de Sardaigne.
En fervent admirateur de la révolution, Bonaparte, échange avec son hôte, lors de discussions passionnées, ses opinions sur les différents événements qui secouent la France. Une amitié sincère naît rapidement entre les deux hommes et va se développer durant les événements de 1793.
Un décret du 2 juin 1793 provoque une insurrection dans les départements du Gard et du Vaucluse. En juillet, les fédérés entrent dans la ville d’Avignon et y séjournent un mois, égorgeant dans les rues les partisans de la révolution. Bonaparte, se tient caché dans son asile hospitalier. Comme, il ne touche plus sa solde et que sa bourse s’est vidée, il accepte timidement les offres qui lui sont faites par son hôte. Mais Bonaparte ne tarde pas longtemps à s’arracher des bras de Bouchet, qui voulait le retenir, de sortir déguisé pour rejoindre le quartier général de Jean-François Carteaux et de participer avec des pièces d’artillerie à la reconquête de la ville.
Déjà malade avant le siège d’Avignon, Bonaparte regagne cette ville, triste et profondément abattu. Condamné à l’ingrate besogne de reconstituer un parc d’artillerie, alors que l’on se bat sur toutes les frontières, les lenteurs qui s’accumulent rendent plus éloigné le jour où il pourrait paraître sur un champ de bataille digne de lui. De plus lors de son séjour à Beaucaire, non loin des marais d’Arles, il avait contracté les fièvres paludéennes. Au commencement du mois d’août, il tombait dangereusement malade. Pierre Simon Bouchet et sa servante Marguerite Chanousse, entouraient leur hôte des soins les plus dévoués et ne quittaient pas son chevet.
C’est chez Pierre Simon Bouchet qu’il écrit l’ouvrage demeuré fameux Le souper de Beaucaire. Le 28 juillet au soir, Bonaparte, à Beaucaire dîne ou pour employer l’expression de l’époque en Provence « soupe » en compagnie de quatre négociants de Marseille, Nîmes et Montpellier. Vers la fin du repas une discussion s’engage, sur la situation du moment, entre le jeune militaire et ses convives, qui sont tous d’une opinion différente. Se rappelant cette conversation, Bonaparte a l’idée de l’écrire sous forme de dialogue. À la fin du mois d’août, Bonaparte, à qui la fortune commence à sourire, fait ses adieux à Pierre Simon Bouchet et rejoint l’armée du midi commandée par Jean-François Carteaux pour mettre le siège devant Toulon.
Six ans plus tard, lorsque Napoléon s’arrête à Avignon à son retour d’Égypte, avant d’admettre auprès de lui les autorités du département, il fait appeler Pierre Simon Bouchet : l’entrevue est aussi expansive, aussi familière qu’en 1793. Il remet au négociant, pour sa servante dont il avait reçu les soins une bourse de 25 louis. Devenu Empereur, il offre à son ancien hôte les plus hauts emplois ; mais celui-ci n’accepte que la croix de la Légion d'honneur et la présidence du tribunal de commerce et par la suite bénéficie d’une discrète protection.

## Pour approfondir